# Enginyeria Informàtica

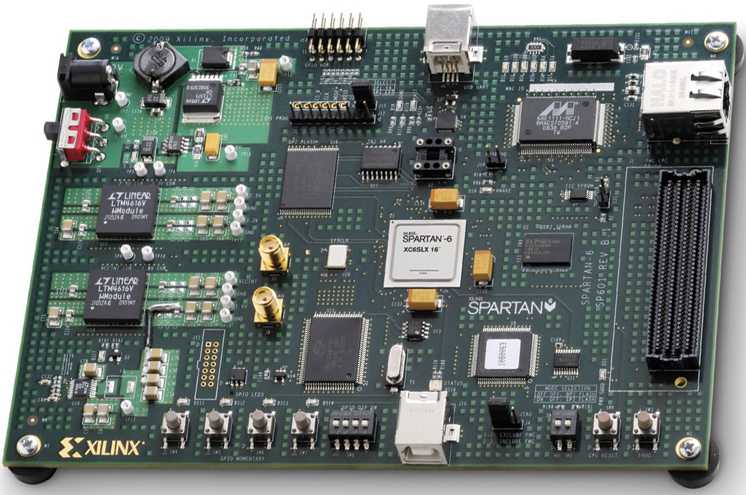
Una placa electrònica

L'enginyeria informàtica és la branca de l'enginyeria que consisteix en l'aplicació dels fonaments de les ciències computacionals, l'electrònica i l'enginyeria del programari per al desenvolupament de solucions integrals en la computació i en les comunicacions capaces de processar informació de manera automàtica.
L'enginyer o enginyera en informàtica és capaç de dissenyar, d'implantar i de mantenir sistemes informàtics que donen solució als problemes plantejats per les empreses, amb especial atenció a la interconnexió de computadors, als sistemes d'informació i a la informàtica aplicada a la indústria.
La formació de l'enginyer o enginyera en informàtica ha de presentar una base de coneixements fonamentals que li permeten adaptar-se al ritme de canvi de les noves tecnologies.
L'enginyeria informàtica dona als titulats una visió àmplia i general dels processos informàtics (maquinari, programari, necessitats informàtiques de les organitzacions, etc.). També dona els coneixements necessaris per entendre qualsevol aplicació, sistema o tecnologia.
Aquesta titulació és una conseqüència del desenvolupament industrial i, al mateix temps, del resultat de la investigació científica.
La informàtica és una disciplina que s'ocupa del tractament automàtic de la informació per arribar a objectius diversos, com ara:
- La realització de càlculs complexos a altes velocitats.
- L'accés ràpid a informació emmagatzemada en arxius de memòria.
- L'organització de la informació.
- Etc.

La base formativa d'aquests estudis està constituïda per la interrelació de quasi totes les branques del saber científic, que fonamentalment són: matemàtiques, lògica, enginyeria, electrònica, estadística, economia, física i lingüística.
Principalment, les activitats de base es realitzen en els camps de l'anàlisi (l'analista estudia les característiques del problema i proposa les estratègies per solucionar-lo) i el de la programació (el programador/a redacta les operacions successives que un ordinador ha de realitzar).

## Àrees de competència professional
Els coneixements necessaris per a poder exercir d'enginyer informàtic, engloben un extens nombre d'àrees teòriques dins la ciència aplicada denominada informàtica, que li confereixen les següents capacitats professionals:
- Coneixements de teoria de la computabilitat: per a calcular la viabilitat i l'eficiència per la mecanització industrial de la informació (escalabilitat, fiabilitat, ...).
- Coneixements de teoria de la informació i telecomunicacions: per calcular i dissenyar els models i xarxes de comunicació de la informació per vies segures i legals, que permeten el seu control i auditoría d'acord amb les necessitats de seguretat i disponibilitat.
- Coneixements de teoria d'autòmats, teoria del disseny d'algorismes i de llenguatges formals: per dissenyar les solucions idònies de l'automatització en el processament de la informació.
- Coneixements d'enginyeria del programari per avaluar les millors tècniques de disseny, construcció i manteniment de programari, subjectes a càlculs de restriccions de qualitat, temps, cost, etc.
- Coneixements d'intel·ligència artificial o enginyeria del coneixement com el reconeixement de patrons o les xarxes neuronals per calcular i dissenyar sistemes de producció de coneixement com a avantatge competitiu industrial en el tractament d'informació.
- Coneixements d'electrònica per calcular i dissenyar interfícies de comunicació i control entre computadors i diversos dispositius mecànics i electrònics, tals com sistemes d'adquisició de dades, instrumentació virtual, control de robots, sistemes d'il·luminació, entre d'altres.

## Àmbit de treball
La utilització massiva d'ordinadors ha fet augmentar la demanda de tècnics en informàtica en camps com ara les finances, l'energia, la medicina, la gestió empresarial, la producció de biblioteques electròniques, la televisió per cable, el correu electrònic, els nous sistemes bancaris, el control del trànsit, etc. Les sortides més freqüents són:
- Administració pública.
- Formació i docència.
- Investigació.
- Lliure professió.
- Programador/a i analista.
- Empresa privada comercial.
- Empresa privada industrial.
- Empresa privada de serveis.
- Empreses de producció de programari.
- Expert/a en programari.
- Operador/a de sistemes.
- Consultoria tècnica.
- Auditoria informàtica.
- Intel·ligència artificial i noves tecnologies.
- Anàlisi, direcció d'informàtica i departaments de desenvolupament.
- Direcció i organització de projectes informàtics i centres de programació de dades.

En general, aquests professionals desenvolupen les seves funcions en tots els sectors de l'activitat econòmica.